# TBSレディオクラブ
TBSレディオクラブは、1990年代前半にTBSラジオが使用した、月曜日から土曜日のヤング向け番組枠である。正式表記は「TBS RADIO 2（「2」の下に「CLUB」の文字が入る）」である。また、土曜日の同枠は「ウィークエンド RADIO 2（ウィークエンドレディオクラブ）」の名称を使用した。看板パーソナリティは岸谷五朗、コサキン、TMNなど。

## 概要
1990年4月9日開始。同日は20:00 - 25:00に「レディオクラブ開局特番 僕は君と交信したい」を放送した。月曜日 - 金曜日の22:00 - 27:00、土曜日の20時台、21時台（時期により異なる）- 29:00の枠が対象であった。
土曜日の本枠は番組表や編成の案内では「ウィークエンド レディオクラブ」を名乗るも全体を貫く生ワイド番組はなく、毛色の異なる録音番組が続くこともあって各番組内では使用しなかった。
枠内の各番組の冒頭ではTBSレディオクラブの共通ジングルを使用。JRN系ネット番組は同じジングルからTBSと歌う部分を削除し、「レディオクラブ」の部分からカットインする不自然な物が使われた。
手紙の宛先も「TBSラジオ」に代わり、「TBSレディオクラブ」と伝え、枠全体の一体感を図っていたが『岸谷五朗の東京RADIO CLUB』は局名部分を「TBS」とするなど、例外があった（ただし、内包番組は「TBSレディオクラブ＋番組名」）。
本枠専用のシンボルマークも存在した。TBSラジオが1992年にAMステレオ放送を開始した際、ステレオ化のシンボルマークとして本枠のマークを流用している。
1993年10月以降、TBSラジオの番組表から本枠の表記が消滅。『岸谷五朗の東京RADIO CLUB』ではその後も22時の時報明けに共通ジングルを使用したが同番組終了の1994年9月をもって、本枠の名称は完全に消滅した。
枠内に道路交通情報やスポットニュースが存在したり、厳密には枠外扱いではあるものの本枠時間帯で宇宙飛行中の秋山豊寛（当時TBS社員）と交信する生放送が行われたりするなど、娯楽一色のNRN系夜間・深夜枠とは異なる「TBSらしい」要素を含んでいた。

## 本枠内で放送した主な番組
時期により変化あり
- 月 - 金の夜間帯（22時 - 24時）
  - 岸谷五朗の東京RADIO CLUB - ブロックワイド
- 月 - 金の深夜帯
  - SURF&SNOW（松宮一彦） - 最新の音楽紹介
  - 清水国明・千堂あきほの真夜中ジャンクション
  - スーパーギャング／パックインミュージック21 - 25時 - 27時の日替わりミュージシャン番組
- 土曜の深夜帯
  - コサキン増刊号 ⇒ コサキン怪傑アドレナリン（小堺一機、関根勤）
  - 余談タイムス（27時 - 29時のコンプレックス）
    - もぎたてラジオCAN
    - AKIKO全部いいのよ（AKIKO (お笑いトリオ)）
    - キリセン金谷の今夜もシャボン玉（キリングセンス、金谷ヒデユキ）
- その他夜間帯の週1番組
  - サウンズ・ウィズ・コーク／STUDIO C2 SQUARE（恵俊彰）
  - POP・SMAP
  - TOKIO CLUB
  - 明石家さんまのおしゃべりツバメ返し
  - 林原めぐみのTokyo Boogie Night